# Nocturne (Talia Wagner)
Pour les articles homonymes, voir Nocturne.
Nocturne est une super-héroïne de l'univers de Marvel Comics. Créé par Jim Calafiore, le personnage de fiction est présent dans le scénario "Professor W's X-Men" de X-Men Millennial Visions en 2000. Nocturne est représentée pour la première fois dans le comic book Blink #4 en 2001. Cette histoire est publiée en France l'année suivante dans X-Men Hors Série no 8 de la collection Marvel France de l'éditeur Panini Comics.
La véritable identité de Nocturne est Talia Josephine Wagner et elle est surnommée TJ. Elle est issue d'une réalité alternative à la continuité principale, nommée Terre-616, de l'univers Marvel. Nocturne est la fille de Kurt Wagner / Diablo et de Wanda Maximoff / la Sorcière Rouge. Elle a été successivement un membre des X-Men de sa réalité, des Exilés une équipe de super-héros œuvrant dans différentes réalités alternatives, de la Confrérie des mauvais mutants, des X-Men et d'Excalibur de la continuité principale puis est retourné avec les Exilés.

## Historique de publication

### Version originale

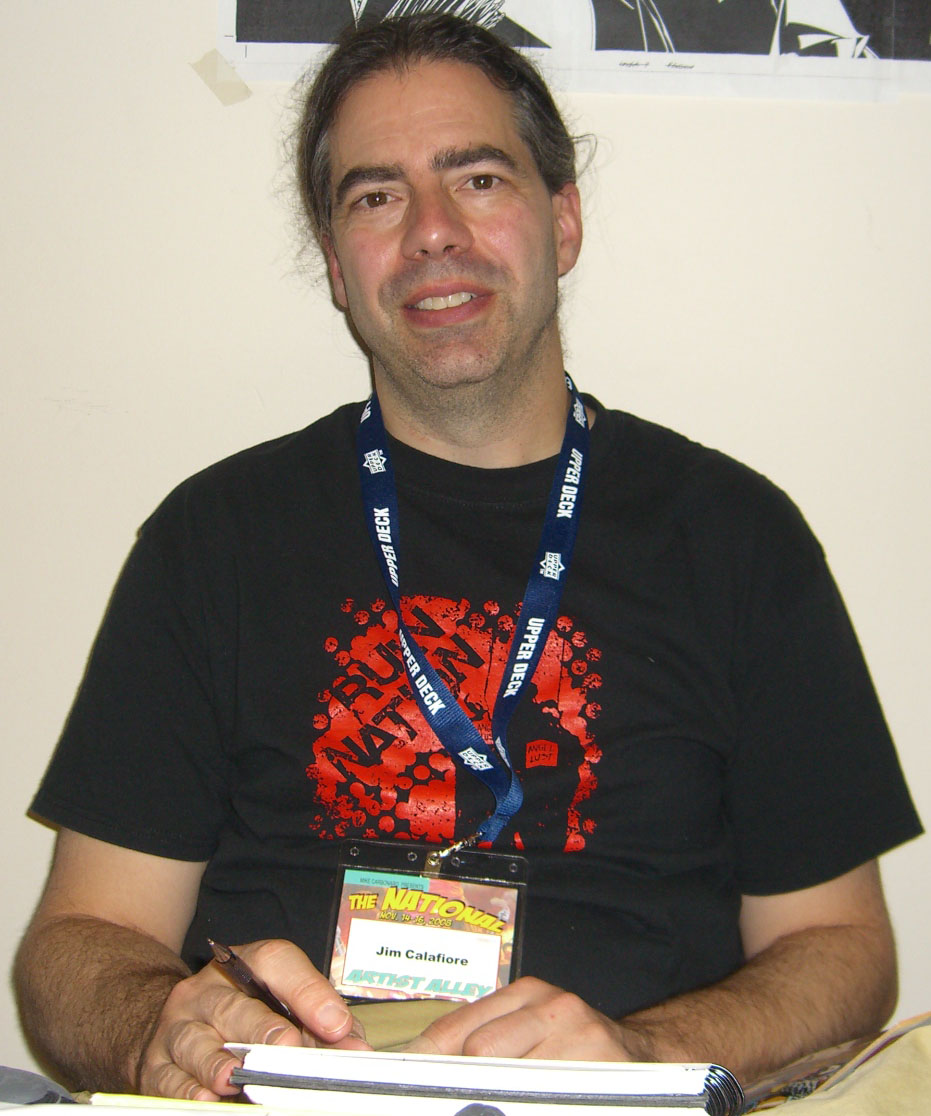
Jim Calafiore est le créateur de Nocturne. Il a scénarisé "Professor W's X-Men" de X-Men Millennial Visions 2000 et "A Nocturne's Tale" de Exiles #41-42 et dessinée plusieurs numéros de cette série.

En 2000, Jim Calafiore crée le personnage de Nocturne dans le scénario "Professor W's X-Men" de X-Men Millennial Visions,. Elle est apparue pour la première fois dans l'histoire "Full Recall" du comic book Blink #4 de juin 2001, scénarisée par Judd Winick. La même année, Talia Wagner apparaît dans l'histoire "Down the Rabbit Hole" qui débute la série de comic books Exiles. Elle est un membre fondateur de l'équipe les Exilés. De 2001 à 2004, Nocturne apparaît régulièrement dans la série, elle est présente dans les numéros 1 à 22, 26 à 32, 34 à 37 et 41 à 48. Les numéros 41 à 42, scénarisé par son créateur Jim Calafiore, racontent l'histoire intitulée "A Nocturne's Tale" qui retrace la vie de Talia Wagner avant de faire partie des Exilés.
Durant cette période de publication, elle apparaît également avec sa coéquipière Blink des Exilés dans l'histoire "Dark and Scary Things" de X-Men Unlimited vol.1 #41 de 2003. En plus de cette histoire, les deux héroïnes ont une illustration au format pin-up sur une page de ce comic book. En 2004, une version alternative de Nocturne est présente dans les trois premiers numéros de la mini-série X-Men: The End: Book 1: Dreamers & Demons créé par Chris Claremont et dessinée par Sean Chen. Cette série fait partie d'une trilogie nommée X-Men: The End. À la fin de cette même année, Nocturne apparaît dans la série de comic books X-Men avec l'histoire "Heroes and Villains" qui dure des numéros 161 à 164.
En 2005, Nocturne est mentionné dans The Official Handbook of the Marvel Universe: X-Men Age of Apocalypse et elle est présente dans les comic books 460 à 461 et 463 à 466 de la série Uncanny X-Men. La même année, sa version alternative apparaît dans le troisième numéro de X-Men: The End: Book 2: Heroes & Martyrs, deuxième volet de la trilogie.  De 2006 à 2007, excepté le numéro 18, Nocturne est présente dans les vingt-trois autres numéros qui composent la série New Excalibur. Nocturne rejoint la nouvelle équipe britannique Excalibur qui regroupe d'anciens membres Captain Britain et Peter Wisdom ainsi que des nouveaux avec Dazzler, Sage, et le Fléau. Dans une interview pour Comic Book Resources, le scénariste de cette série Chris Claremont déclare que l'action se passe à Londres et que la série « traite en partie des répercussions du cross-over House of M et également du destin d'autres mondes. »,.
Sur cette période de publication, en 2006, Talia Wagner est présente dans le one-shot X-Men: The 198 Files et est mentionnée dans The Marvel Encyclopedia. Sa version alternative est présente dans le troisième volet de la trilogie avec X-Men: The End: Book 3: Men & X-Men #1-2 et #4-6. En 2007, elle apparait également dans Exiles Annual 1, Exiles #89 et le premier volume de The 3-Minute Sketchbook. À la fin de cette même année, Nocturne est présente dans X-Men: Die by the Sword #1 et #2.
Les années suivantes, ses apparitions deviennent sporadiques. En 2008, elle apparaît dans l'histoire  "Home is Where the Heart is!" du centième et dernier numéro de la première série Exiles. En 2009, Nocturne a un article dans le volume huit de Official Handbook of the Marvel Universe A to Z sous-titré Mad Pharaoh to Phoenix Force. La même année, le personnage apparaît pour la dernière fois dans l'histoire "Closure" du sixième numéro de la seconde série Exiles.

### Version française
En France, Nocturne apparaît pour la première fois dans X-Men Hors Série no 8 de la collection Marvel France de l'éditeur Panini Comics. Publié en 2002, ce numéro contient toute la mini-série Blink. L'histoire du quatrième et dernier numéro est nommée "Blink - La lumière qui revient". Les numéros 1 à 34 de la série Exiles sont publiés dans les numéros 1 à 33 de X-Treme X-Men qui contient également les traductions des séries X-Treme X-Men, X-Force et X-Statix,. Les numéros suivants de la série Exiles où Nocturne est présente apparaissent dans Astonishing X-Men. Excepté le numéro 100, ce dernier est publié avec les numéros 90 à 99 dans le volume Exiles de la collection Marvel Monster Edition du même l'éditeur. L'histoire contenue dans X-Men Unlimited vol.1 #41 est traduite dans le numéro 157 de la première série Wolverine. Quant à la série New Excalibur, elle est traduite dans les numéros 16 à 36, 38 et 41 à 42 d'Astonishing X-Men.
La version alternative de Nocturne présente dans la trilogie X-Men: The End apparaît également en France. La première mini-série sous-titrée Book One: Dreamers & Demons est publiée en juillet 2005 dans X-Men no 4 de la collection Marvel France - 100% Marvel chez l'éditeur Panini Comics. L'année suivante, la seconde partie Book Two: Heroes And Martyrs et le troisième volet Book Three: Men & X-Men sont publiés dans respectivement les numéros 5 et 6 de X-Men,. En avril 2009, Panini Comics republie la trilogie dans les deux numéros de X-Men : La Fin. Le premier numéro contient les deux premières séries de la trilogie. Le second numéro contient la troisième partie et la mini-série Wolverine: The End, scénarisée par Paul Jenkins et dessinée par Claudio Castellini, qui se déroule dans la même réalité alternative.

## Biographie du personnage

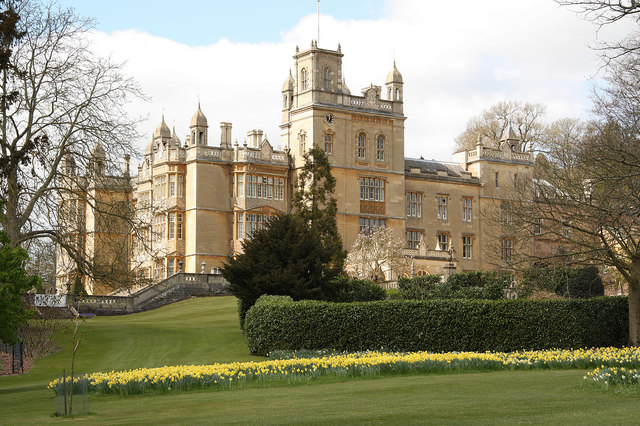
Talia Josephine Wagner grandit dans le Manoir des X-Men. La photo représente la Maison d'Englefield utilisée pour le tournage de X-Men : Le Commencement.

### X-Men
Dans sa réalité d'origine, la Terre-2182, Talia Josephine Wagner est la fille de Kurt Wagner / Diablo, membre des X-Men, et de Wanda Maximoff / la Sorcière Rouge, membre des Vengeurs,,. Tout comme la Terre-616, les Vengeurs sont des super-héros connus alors que les X-Men demeurent cachés. Bien qu'ils soient toujours très amoureux, ses parents vivent avec leurs équipes respectives. Comme Talia Josephine Wagner possède la même physiologie que son père, ses origines mutantes sont évidentes. Elle grandit donc dans le Manoir des X-Men qui est une école et un refuge pour les mutants.
Dans sa jeunesse, le Roi d'ombre tue le Professeur Xavier en contrôlant Logan / Wolverine, laissant ce dernier paralysé. Peu après, Jean Grey décède et Scott Summers / Cyclope rejette la faute sur Wolverine. Il abandonne l'équipe des X-Men et Diablo reprend le poste de leader. Elle suit les enseignements de son père et devint un membre important de l'équipe au cours de son adolescence, combattant des versions alternatives d'Apocalypse et tuant même un Cyclope fou de vengeance. Elle connaît une forte amitié avec sa « tante » Kitty Pryde. Talia Wagner est également élève au lycée public John F. Kennedy à proximité. Elle ne cache pas son identité de mutante. Avec des camarades humains, ils forment un groupe de musique les Butt Monkeys dont elle est la chanteuse.

### Exiles

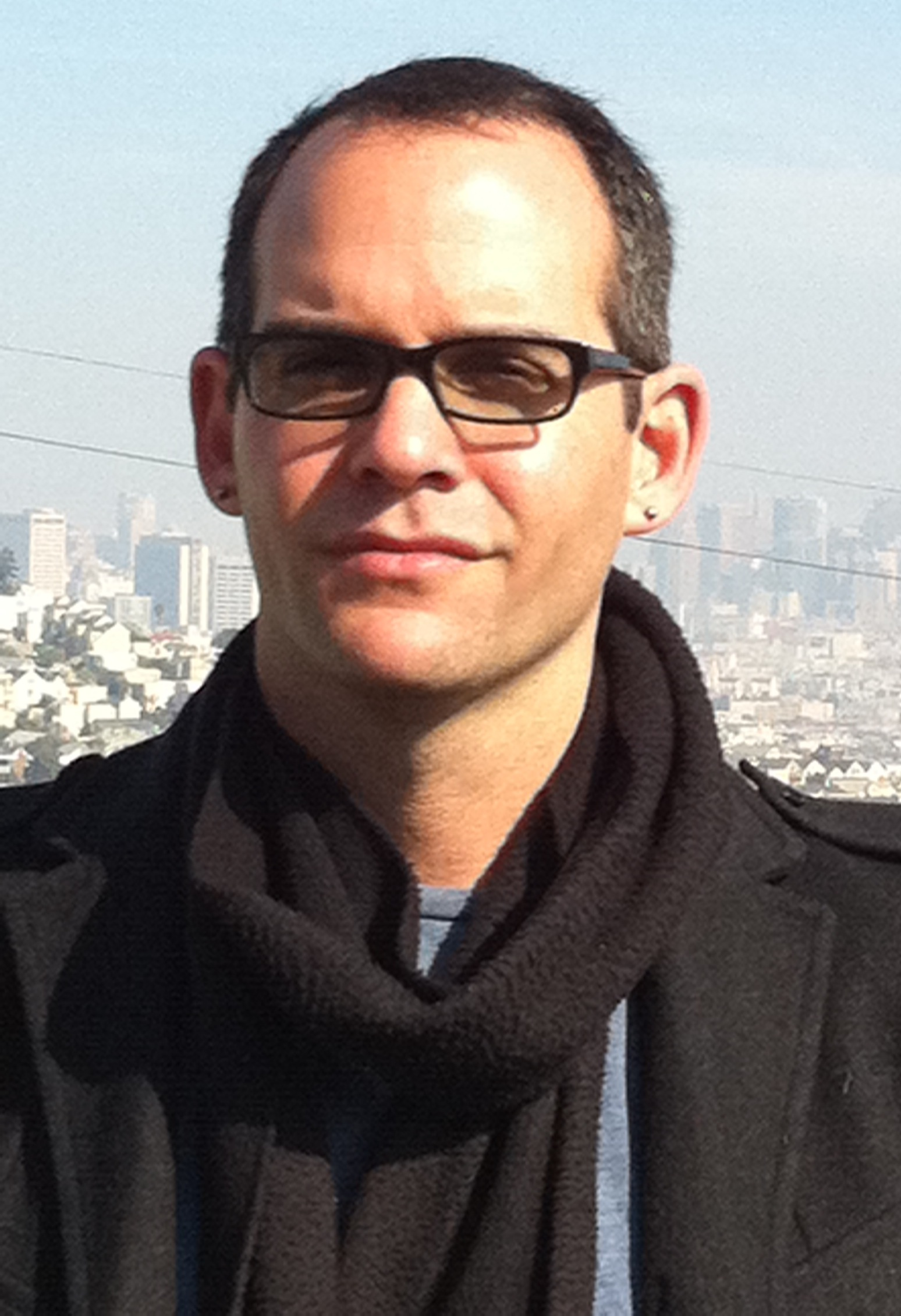
Le scénariste Judd Winick a beaucoup contribué au personnage en scénarisant Blink #4, Exiles #1-25 et #31-37

Une nuit, Talia Wagner est transportée par le Courtier dans une zone hors du temps et de l'espace. Elle fait la connaissance de Clarisse Ferguson / Blink, Calvin Rankin / Mimic, Kevin Sydney / Morph, John Proudstar / Thunderbird et un fils de Malicia et Magneto nommé Magnus. Ces super-héros provenant de réalités diverses doivent corriger les torts d'autres réalités alternatives pour que leur propre univers soit aussi corrigé. Ainsi, si Nocturne n'obéit pas à la demande du Courtier, dans un futur proche, sa grand-mère paternelle Raven Darkholme / Mystique risque de tuer son père Diablo. Ses nouveaux camarades et elle acceptent et forment l'équipe des Exilés,.
Durant leur première mission, ils comprennent que les réalités alternatives peuvent être bien différentes des leurs. Inconscients du danger, ils libèrent une version meurtrière du puissant télépathe Charles Xavier qui provoque de nombreux morts avant d'être stoppé. Magnus trouve la mort dans cette réalité et est remplacé dans l'équipe par Mariko Yashida / Sunfire,. Dans la réalité suivante, ils doivent se débrouiller pour que Jean Grey trouve la mort, avant qu’elle ne devienne le Phénix Noir et ne détruise tout. Nocturne est confrontée à une version alternative de son père, qu’elle réussit à rendre inconscient afin de l'éloigner du conflit opposant les X-Men à la garde impériale Shi'ar.
Au fil des missions suivantes, Talia Wagner tombe amoureuse de son coéquipier John Proudstar alias Thunderbird, un mutant transformé par Apocalypse pour en faire le cavalier Guerre. Quand les Exiles sont piégés un mois entier sur une terre dominée par les Skrulls, TJ tombe enceinte. Malheureusement, à la fin de cette même mission, gravement blessé en tentant d'arrêter Galactus, John Proudstar finit dans le coma et reste dans cette réalité. Heather McDaniel / Sasquatch prend la place de Thunderbird. Quelques missions plus tard, TJ annonce à ses coéquipiers qu'elle a perdu le bébé,.
Juste après les Exilés arrivent dans le Mojoverse, Nocturne et Morph sont capturés par Mojo. Ce dernier torture Talia Wagner pour que Kevin Sydney, connu pour ses blagues et son côté comique, accepte de tourner dans ses shows télévisés. Avec l'aide de Longshot, leurs coéquipiers réussissent à les libérer,. Il faut du temps à Nocturne pour se remettre et se reconstruire de la perte de son enfant et de John Proudstar. Au fil des aventures, elle retrouve petit à petit un peu de sa joie de vivre coutumière et continue d'être un membre précieux des Exilés.
Le groupe est envoyé une première fois sur la Terre-616 pour affronter un double maléfique d'Alex Summers / Havok qui tente de prendre le contrôle du corps de celui de la continuité principale. Lors de cette confrontation, les Exiles font équipe avec les X-Men. Talia Wagner se rapproche du Kurt Wagner de cette réalité et trouve qu'il ressemble beaucoup à son véritable géniteur. Quand les Exilés arrivent sur la Terre-616 pour la seconde fois, Barnel Bohusk / le Bec devient la nouvelle recrue choisie par le Courtier à la place de Talia Wagner qui est forcée de rester dans cette réalité.

### Confrérie
Perdue sur la Terre-616, Talia Wagner décide de se rendre dans un lieu qu'elle connaît : le manoir des X-Men. Sur sa route, elle croise Bennet du Paris / Exodus qui souhaite l'engager dans sa Confrérie des mauvais mutants composée de Dominic Petros / Avalanche, Black Tom Cassidy, Victor Creed / Dents-de-Sabre et Mammomax. Nocturne accepte d'en faire partie dans le but de les espionner de l'intérieur, tout comme Caïn Marko / le Fléau,. La Confrérie attaque les X-Men mais finit aspirée dans une autre dimension.
Talia Wagner et Caïn Marko sont parachutés sur Mojoworld où ils sont capturés. Pour s'échapper, Nocturne prend le contrôle de la mutante Spirale. TJ utilise alors les pouvoirs de cette dernière pour ouvrir un portail interdimensionnel entre le Mojoworld et la salle des dangers des X-Men. Mais Spirale n'est pas totalement contrôlée et elle la piège en laissant le portail ouvert, permettant aux forces de Mojo d'envahir le manoir. Finalement, Mojo est repoussé. Nocturne et le Fléau restent avec les X-Men. Talia Wagner en profite pour passer du temps avec le Kurt Wagner de cette réalité.

### Excalibur

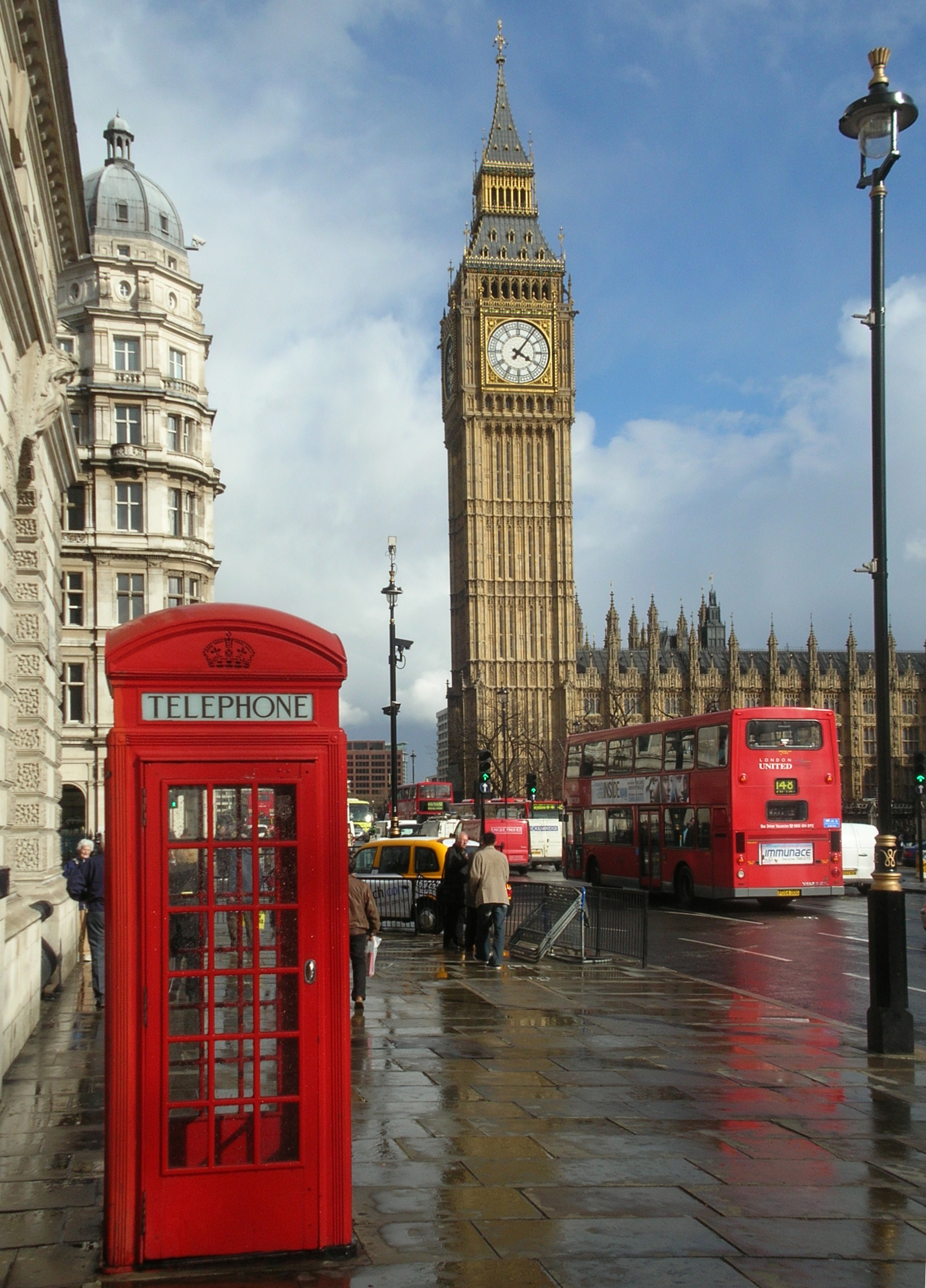
Lorsque Nocturne devient membre d'Excalibur, elle s'installe à Londres.

Nocturne rejoint l'équipe britannique Excalibur composée de Brian Braddock / Captain Britain, Alison Blaire / Dazzler, Sage, Peter Wisdom et le Fléau, son coéquipier chez les X-Men,. Au sein de l'équipe, elle affronte des versions alternatives maléfiques de Charles Xavier et des cinq X-Men d'origine,. Lorsque Caïn Marko se rend au temple de la divinité Cyttorak pour trouver une solution à la baisse de ses pouvoirs, le reste de l'équipe part à sa recherche. Après avoir affronté les gardiens du temple de la divinité Cyttorak, ils retrouvent le Fléau et apprennent les atrocités qu'il a commises pour acquérir ses pouvoirs.
Victime d'un accident vasculaire cérébral, Nocturne est hospitalisée. Elle souffre d'une hémiplégie et est partiellement amnésique,. L'équipe la soutient lors de sa guérison progressive. Lorsque Excalibur affronte les Shadow Captains, elle quitte l’hôpital en possédant un des médecins ensuite elle prend possession d'un des ennemis pour les infiltrer. Dans ce nouveau corps, elle affronte Albion, leur chef. Les membres d'Excalibur remportent la victoire et sont choqués lorsqu'ils découvrent qu'Albion est une version alternative de Brian Braddock.
Lors d'une rencontre avec les Exiles, elle quitte Excalibur pour retrouver ses anciens coéquipiers. Talia Wagner est réunie avec John Proudstar qui est sorti du coma. Tous les deux, ils quittent l'équipe des Exiles pour passer du temps ensemble puis ils la réintègrent.

## Pouvoirs, capacités et costumes
Talia Wagner est une mutante ayant la même physiologie que son père Kurt Wagner. Sa peau bleue couverte d'un fine fourrure lui permet de se dissimuler dans les zones d'ombres. Ses mains ont trois doigts et ses pieds deux orteils. Elle possède une queue préhensile rétractable. Sa vision nocturne est meilleure que celle d'un être humain. Elle possède une agilité et une souplesse naturelle, digne des meilleurs gymnastes. Outre cette physiologie particulière, Nocturne possède le pouvoir d'entrer dans le corps d'une personne et de le contrôler pendant douze heures maximum. L'expérience laisse généralement les victimes comateuses pendant environ une journée. Elle peut aussi émettre des rafales destructrices, constituées d'énergie extra-dimensionnelles et semble aussi posséder des aptitudes télépathiques, très limitées.
Nocturne a porté différents costumes au cours de sa carrière super-héroïque. Avec les X-Men de sa réalité, elle utilise un costume calqué sur celui d'origine de son père. Il est composé d'une combinaison noir foncé, recouvrant tout le corps excepté la tête, surmontée d'un justaucorps rouge avec un décolleté plongeant vers le bas après son nombril. Le tout est complété par des gants et des bottes blancs,. À ses débuts avec les Exilés, Talia Wagner porte une tenue de cuir trouvée dans un centre commercial. La tenue se compose d'un bustier et d'un mini-short, le tout est de couleur marron,. Nocturne emploie par la suite une tenue une pièce marron laissant ses bras et jambes dénudés. Toujours dans les mêmes coloris, elle rajoute parfois un bandana, un bandeau ou des bandes aux poignets,. La deuxième modification majeure est l'emploi d'épaulettes et d'une ceinture,. En tant que membre de la Confrérie des mauvais mutants, elle remploie le costume qui ressemble à celui de son père,. Lorsqu'elle fait partie d'Excalibur, elle ne porte pas de costume mais des vêtements de la vie de tous les jours. Ils se composent d'un pantalon et de bottes en cuir noir, un haut blanc et une veste rouge. De plus, elle se fait des mèches blanches sur ses cheveux à l'avant de la tête,.

## Versions alternatives
Bien que ce ne soit pas une version alternative de Talia Wagner, le concept d'une fille pour Kurt Wagner / Diablo est déjà présent en 1990 dans l'histoire "The Once and Future Mutant" de New Mutants Annual #6 scénarisée par Louise Simonson et dessinée par Terry Shoemaker et Chris Wozniak. Ce comic book fait partie du crossover Days of Future Present où l'équipe des Nouveaux Mutants rencontre une version alternative adulte de Franklin Richards accompagné des Nouveaux Mutants du futur qui comptent dans leur rang Blue, la fille de Diablo,,.
De 2004 à 2006, une version alternative de Nocturne est présente dans la trilogie des mini-séries X-Men: The End scénarisée par Chris Claremont et dessinée par Sean Chen. L'action de cette trilogie se déroule dix à quinze ans dans le futur par rapport à l'arrivée de Talia Wagner dans la continuité principale. Dans ce futur possible, les ennemis des X-Men s'allient pour les attaquer. Aliyah Bishop et Jean Grey / Phoenix délivrent Talia Wagner de Tullamore Voge, un esclavagiste extraterrestre. Avec l'aide de Kurt Wagner / Diablo, la télépathe Jean Grey réussit à faire tomber le conditionnement imposé par ses années d'esclavage,. Nocturne et ses trois sauveurs rejoignent l'ultime bataille des X-Men contre Cassandra Nova et ses alliés. Malgré de nombreuses pertes dans leurs rangs, les X-Men remportent la victoire. Talia est adoptée par Kurt Wagner qui est marié à Kymri / Captain Britain et à deux enfants : un fils TJ et une fille Cerise,.

## Famille détaillée

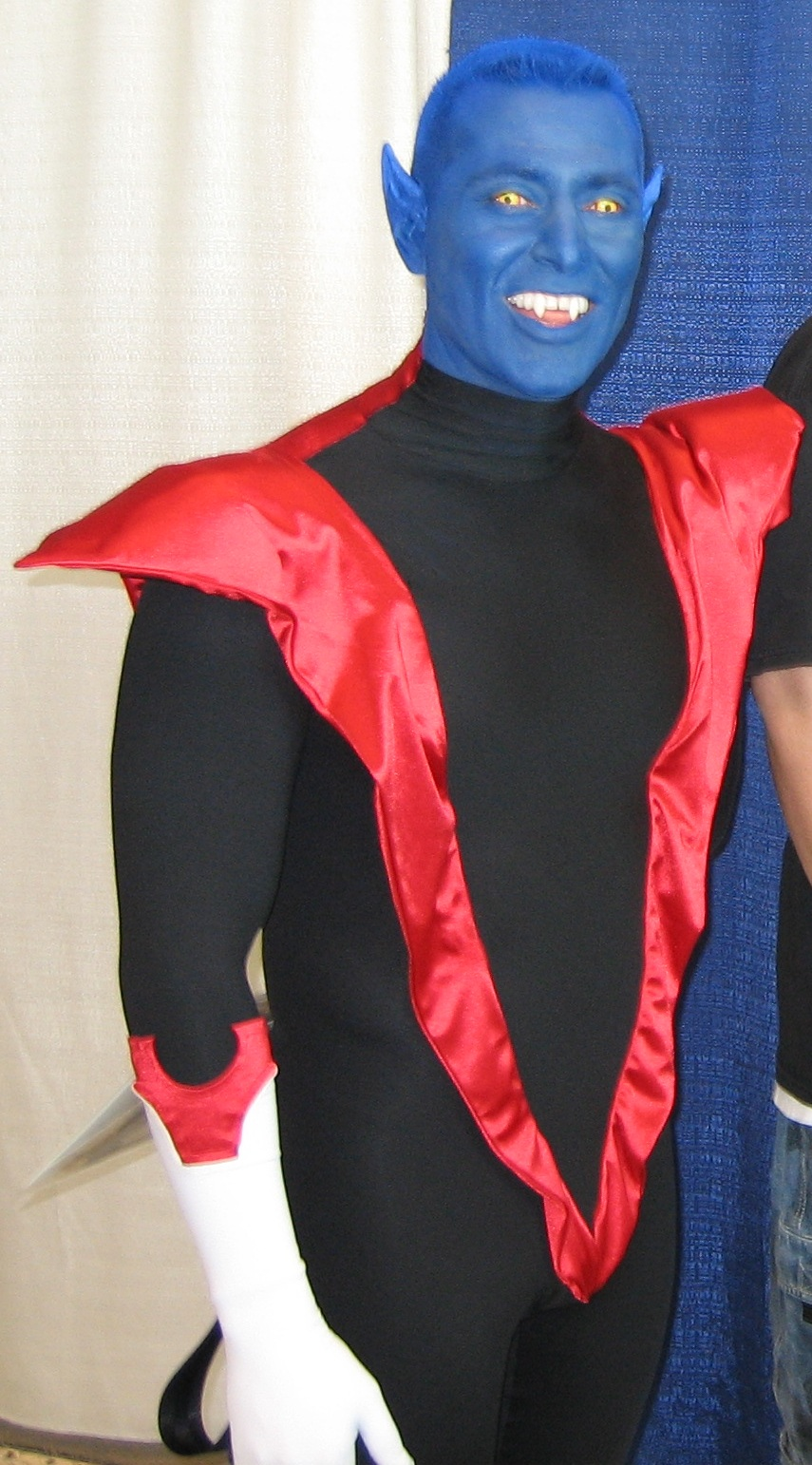
Kurt Wagner / Diablo est le père de Nocturne. La photo représente un cosplay de Diablo.

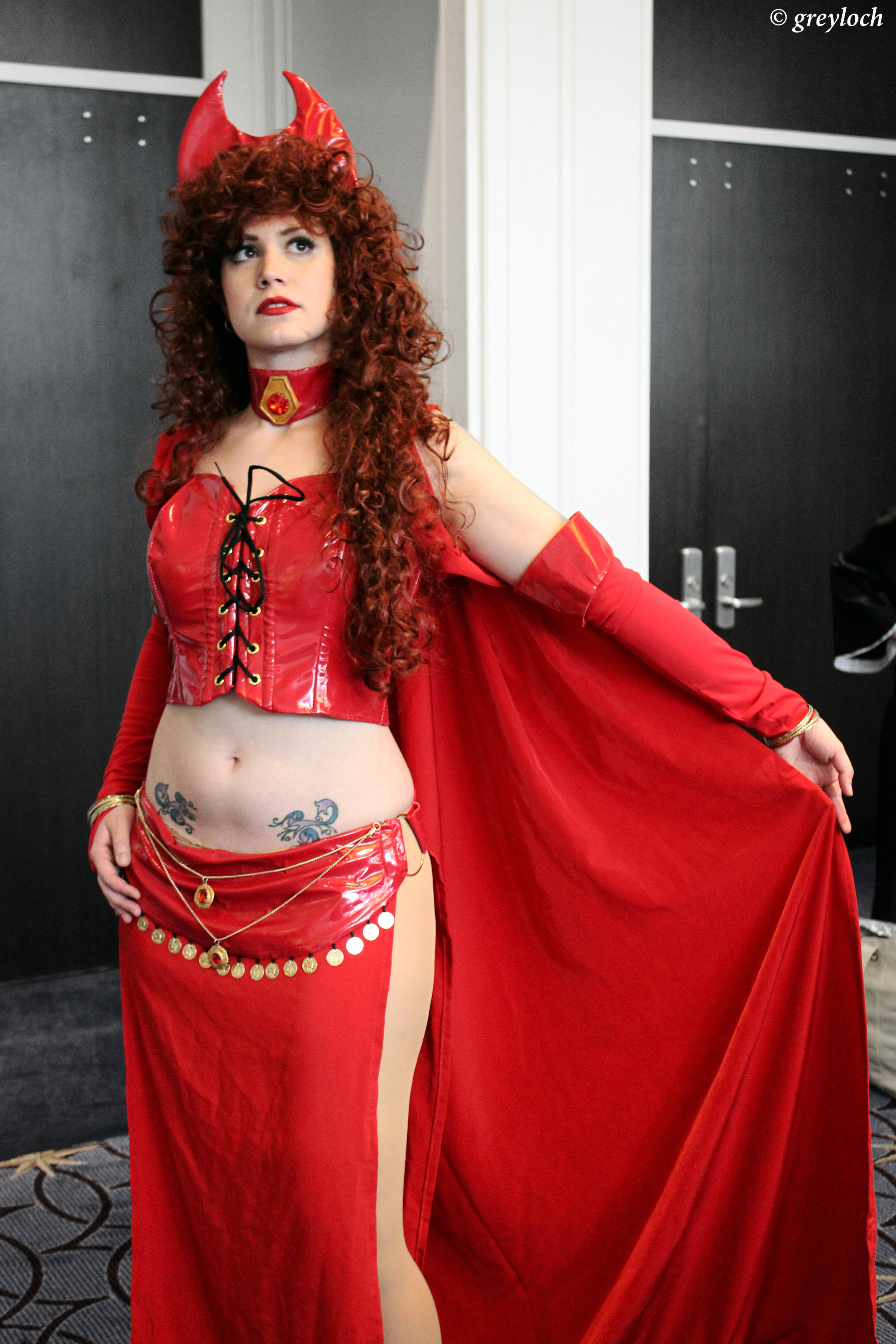
Wanda Maximoff / La Sorcière Rouge est la mère de Nocturne. La photo représente un cosplay de la Sorcière Rouge.

La famille de Nocturne, du point de vue lignage, est la suivante :
- Kurt Wagner / Diablo (père)
- Wanda Maximoff / La Sorcière Rouge (mère)
- Raven Darkholme / Mystique (grand-mère paternelle)
- Azazel (grand-père paternel),
- Nils Styger / Abyss (demi-oncle paternel)
- Kiwi Black (demi-oncle paternel)
- Graydon Creed (demi-oncle paternel)
- Magda Lehnsherr (grand-mère maternelle)
- Erik Lehnsherr / Magnéto (grand-père maternelle)
- Lorna Dane / Polaris (demi-tante maternelle)
- Pietro Maximoff / Vif-Argent (oncle maternel)
- Luna Maximoff (cousine maternelle)

Nocturne compte également dans sa famille
- la famille Szardos qui a adopté Kurt lorsqu'il était jeune,
  - Margali Szardos (grand-mère paternelle adoptive)
  - Jimaine Szardos / Amanda Sefton / Magik (demi-tante paternelle)
  - Stefan Szardos (demi-oncle paternel décédé)
- la famille Maximoff qui a adopté Pietro et Wanda lorsqu'ils étaient jeunes,
  - Django Maximoff (grand-père maternel adoptif décédé)
  - Marya Maximoff (grand-mère maternelle adoptive décédée)
- Crystal Maximoff (tante maternelle), femme de Pietro Maximoff et mère de Luna
- Anna Marie / Malica (tante maternelle), adoptée par Raven Darkholme

Sur la Terre-616, à la différence de la réalité d'origine de Talia Wagner, Wanda Maximoff a épousé Vision et ils ont eu deux enfants Speed et Wiccan.

## Rééditions entrade paper backs
Aux États-Unis, les éditeurs de comics ont coutume de sortir d'abord leurs histoires en épisodes sous forme de comic books mensuels puis de les rééditer des mois plus tard sous forme de « trade paper back » (TPB) en un seul ensemble. Les trade paper backs où apparaît Nocturne sont les suivants :
- Exiles
  - Exiles Volume 1: Down the Rabbit Hole (mai 2002,  (ISBN 0-7851-0833-5))
  - Exiles Volume 2: A World Apart (octobre 2002,  (ISBN 0-7851-1021-6))
  - Exiles Volume 3: Out of Time (février 2003,  (ISBN 0-7851-1085-2))
  - Exiles Volume 4: Legacy (août 2003,  (ISBN 0-7851-1109-3))
  - Exiles Volume 5: Unnatural Instinct (novembre 2003,  (ISBN 0-7851-1110-7))
  - Exiles Volume 6: Fantastic Voyage (mars 2004,  (ISBN 0-7851-1197-2))
  - Exiles Volume 7: A Blink in Time (juin 2004,  (ISBN 0-7851-1235-9))
  - Exiles Volume 8: Earn Your Wings (novembre 2004,  (ISBN 0-7851-1459-9))
  - Exiles Volume 16: Starting Over (février 2008,  (ISBN 0-7851-2391-1))

- X-Men
  - House of M: Uncanny X-Men (février 2006,  (ISBN 0-7851-1663-X))
  - X-Men: The End Book One: Dreamers And Demons (mars 2005,  (ISBN 0-7851-1690-7))
  - X-Men: The End Book Two: Heroes And Martyrs (novembre 2005,  (ISBN 0-7851-1691-5))
  - X-Men: The End Book Three: Men and X-Men (septembre 2006,  (ISBN 0-7851-1692-3))

- New Excalibur
  - New Excalibur Volume 1: Defenders of the Realm (contient #1–7, août 2006,  (ISBN 0-7851-1835-7))
  - New Excalibur Volume 2: Last Day of Camelot (contient #8-15, mars 2007,  (ISBN 0-7851-2221-4))
  - New Excalibur Volume 3: Battle of the Britains (contient #16–24, décembre 2007,  (ISBN 0-7851-2455-1))